# Neaera atra
Neaera atra is een vliegensoort uit de familie van de sluipvliegen (Tachinidae). De wetenschappelijke naam van de soort is voor het eerst geldig gepubliceerd in 1850 door Robineau-Desvoidy.